# Срђан Кнежевић (официр)
Срђан Кнежевић (Тврдимићи, 19. јануар 1958 — Пале, 7. август 1998) је био командант јединице Бели вукови Војске Републике Српске и бивши замјеник начелника Центра јавне безбједности Српско Сарајево.

## Биографија
Рођен је у Тврдимићима 19. јануара 1958. године. Основну школу је завршио у Тилави, а средњу у Сарајеву. Почетком распада Југославије је био у јединицама Југословенске народне армије у саставу Шесте личке бригаде на Плитвицама. У прољеће 1992. се на кратко прикључује Министарству унутрашњих послова Републике Српске. Одмах по оснивању се прикључује Јахоринском батаљону у саставу Сарајевско-романијског корпуса Војске Републике Српске, а након погибије тадашњег команданта у фебруару 1993. заузима његово мјесто. Од 22. фебруара 1993. је постављен за команданта новооснованог јуришно-извиђачког одреда Сарајевско-романијског корпуса Војске Републике Српске, који је прозван „Бели вукови“. Рањен је 16. маја 1995. у борбама на Дебелом брду. Од 22. фебруара 1993, па све до прољећа 1996. је остао командант Белих вукова.
Обављао је дужност замјеника начелника Центра јавне безбједности Српско Сарајево, када је из засједе убијен 7. августа 1998. године у Палама. У тренутку смрти је имао 40 година. Његово убиство је остало неразјашњено.

## Споменик
На Палама је подигнут споменик команданту Срђану Кнежевићу.